# Antropologie náboženství
Antropologie náboženství je vědní disciplína, která zkoumá náboženství z antropologického hlediska. Hojně tuto metodu využívá religionistika a sociální antropologie.

## Vznik antropologie náboženství
V 19. století probíhalo mnoho etnografických výzkumů kmenových společenství. Badatelé se úzce setkávali s jejich náboženstvími, které výrazně ovlivňuje i jejich každodenní život. Soustavně kmenová náboženství tehdy nebyla zkoumána, ale vyvinula se potřeba samostatné vědní disciplíny, která by se tímto problémem zabývala. Za předchůdce kulturní antropologie či antropologie náboženství můžeme považovat Johna Lubbocka, Johna Fergusona McLenana či Lewise Henryho Morgana, který sice zkoumal kmenová společenství, ale soustavněji se jejich náboženstvím nezabýval.
Za samotného zakladatele antropologie náboženství se považuje Edward Burnett Tylor. Ve svém díle Primitive Culture (Počátky kultury či Primitivní kultura) z roku 1871 shrnuje své dosavadní poznatky a přichází z tzv. teorií animismu, kterou považoval za prvopočátek náboženství. Animismus byl do jisté míry jakýmsi protějškem k teorii dynamismu Herberta Spencera.
Další badatel, který zasáhl do dějin antropologie náboženství, byl Wilhelm Schmidt, který prováděl výzkum zejména pasteveckých kultur.
Za zakladatele a hlavního představitele tzv. strukturální antropologie je považován Claude Lévi-Strauss.